# Evolucionismo teísta

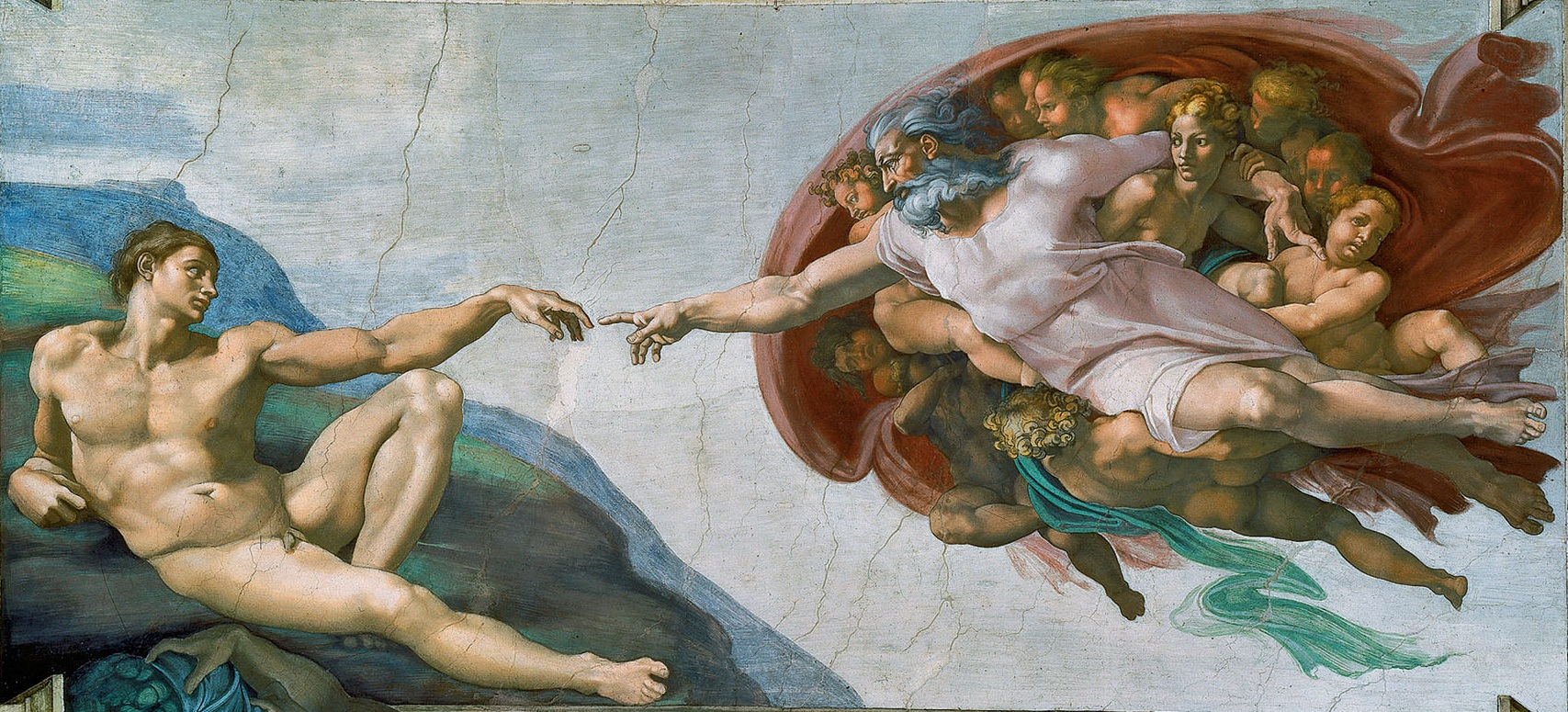
A criação de Adão, Por Michelangelo

Evolucionismo teísta,  evolução teísta, criação evolucionária  ou criação evolutiva é a conciliação da ideia de uma divindade com a teoria da evolução biológica.  

## História
Quando os anglicanos Charles Darwin (anglicano ainda que agnóstico) e Alfred Wallace (anglicano, ainda que espiritualista teísta) publicaram em 1858 a teoria da evolução das espécies por meio da seleção natural, surgiram controvérsias nos meios científicos e religiosos clamando incompatibilidade entre a concepção adâmica de criação com a evolução. Nessa época líderes evangélicos como Henry Drummond e o botânico Asa Gray defenderam a compatibilidade teológica e científica entre criação e evolução. 
A teoria evolucionista de Darwin teve uma aceitação entre cristãos com conhecimento científico principalmente porque a teoria de Darwin clamava uma origem comum do ser humano, enquanto alguns cientistas como Samuel George Morton e Louis Agassiz defendiam a poligênese e diferentes espécies humanas (vale lembrar que a essa altura, a palavra raça e espécie significavam a mesma coisa). 
No século XX a presença de crentes em Deus nas pesquisas biológicas foi enorme: o teólogo e paleontólogo Pierre Teilhard de Chardin (1881–1955) foi um exemplo de teísta evolucionista. A síntese moderna do evolucionismo (combinando genética molecular e seleção natural) foi desenvolvida por evolucionistas que acreditavam em Deus: Ronald Fisher (1890–1962) e Theodosius Dobzhansky (1900–1975). Hodiernamente, o diretor do Projeto Genoma, Francis Collins, publicou uma defesa do teísmo evolucionista onde propôs o conceito de "Bios pelo Logos", ou simplesmente "BioLogos" ("bios", em grego "vida" e "logos", em grego "palavra"). Obedece tipicamente a seguinte versão:
1. O universo surgiu há aproximadamente 14 bilhões de anos (pela imposição das leis de Deus);
2. Apesar das improbabilidades incomensuráveis, as propriedades do universo parecem ter sido ajustadas para a criação da vida;
3. Embora o mecanismo exato da origem da vida na Terra permaneça desconhecida, uma vez que a vida surgiu, o processo de evolução e de seleção natural permitiu o desenvolvimento da diversidade biológica e da complexidade durante espaços de tempo muito vastos;
4. Tão logo a evolução seguiu seu rumo, não foi necessária nenhuma intervenção sobrenatural (mas, alguns acreditam que a evolução é "acompanhada e orientada por Deus", como a ideia de Deus-presente-no-Universo de Spinoza);
5. Os humanos fazem parte desse processo, partilhando um ancestral comum com os símios;
6. Entretanto, os humanos são exclusivos em características que desafiam a explicação evolucionária da Lei Moral (o conhecimento do certo e do errado) e a busca por Deus, coisas essas que caracterizam todas as culturas humanas" [4]

## Compatibilismo
O concordismo ou compatibilismo entre o fenômeno da evolução e a doutrina da criação é expressa por Dobzhansky, biólogo e ortodoxo russo. Dobzhansky escreveu um famoso ensaio de 1973 intitulado Nada na biologia faz sentido, exceto à luz da evolução, defendendo o criacionismo evolucionário:
| “ | Eu sou um criacionista e um evolucionista. A evolução é o método de criação de Deus ou da Natureza. A criação não é um evento que aconteceu em 4004 AC; é um processo que começou há cerca de 10 bilhões de anos e ainda está em andamento ... A doutrina evolucionária se choca com a fé religiosa? Não. É um erro confundir as Sagradas Escrituras com livros elementares de astronomia, geologia, biologia e antropologia. Somente se os símbolos forem interpretados como significando o que não pretendem significar, surgem conflitos imaginários, insolúveis ... a asneira que leva à blasfêmia: o Criador é acusado de fraude sistemática. | ” |

## Comparação com outras visões
Há outras tentativas de conciliar evolucionismo e teísmo. Por exemplo, o geólogo e zoólogo James Dwight Dana e o notório fundamentalista William Jennings Bryan do julgamento de Scopes eram adeptos da teoria do hiato, na qual a criação teria tomado um longo processo ("Dias-eras" ou algum "hiato de tempo"), mas defendiam a historicidade e a criação especial de Adão e Eva.
Nos anos 1960, sob articulação da Russell L. Mixter na American Scientific Affiliation, um fórum de cientistas afiliados às religiões organizadas, ocorreu a propagação do criacionismo progressista. O criacionismo progressista postula que a origem da vida tem como resultado a agência sobrenatural que plantou "sementes" de formas mais simples de vida e criou mecanismos para uma evolução estruturada em espécies complexas.
Enquanto o surgimento do universo e o surgimento da vida são assunto para a cosmologia, a física e a bioquímica, e não estão intrinsecamente relacionados com a Teoria da Evolução das Espécies, duas vertentes antievolucionistas se tornaram movimentos: o criacionismo da Terra jovem e o Design Inteligente.
Um retrocesso no entendimento compatibilista ocorreu a partir dos anos 1960 quando emergiu o movimento criacionismo da terra jovem, dizendo que a idade da Terra seria mais recente do que é geologicamente aceito. 
Evolucionismo teísta é distinto da doutrina do design inteligente. Cientistas teístas evolucionistas como Kenneth R. Miller, John Haught, Michael Dowd, e Francis Collins criticam o design inteligente e criacionismo da terra jovem como não científicos.

## Religiões favoráveis ao evolucionismo teísta
- Espiritismo
- Igreja Católica Apostólica Romana
- Igreja do Nazareno [5]
- Igreja Anglicana
- Igreja Metodista[6]
- Igreja Unida de Cristo
- Fé Baha'i